# Ciyu (köpinghuvudort i Kina, Hebei Sheng, lat 38,45, long 114,31)
Ciyu är en köpinghuvudort i Kina. Den ligger i provinsen Hebei, i den norra delen av landet, omkring 240 kilometer sydväst om huvudstaden Peking. Antalet invånare är 34 421. Befolkningen består av 16 669 kvinnor och 17 752 män. Barn under 15 år utgör 18,0 %, vuxna 15-64 år 74 %, och äldre över 65 år 6,0 %.
Runt Ciyu är det tätbefolkat, med 550 invånare per kvadratkilometer. Ciyu är det största samhället i trakten. Trakten runt Ciyu består till största delen av jordbruksmark.
Genomsnittlig årsnederbörd är 656 millimeter. Den regnigaste månaden är juli, med i genomsnitt 206 mm nederbörd, och den torraste är december, med 4 mm nederbörd.